# Johann Zacharias Hartmann
Johann Zacharias Hartmann, genannt Zacharias Hartmann (geboren 19. Januar 1695 in Großbodungen im Harz, gestorben 18. April 1742 in Hannover) war ein deutscher Jurist und Hochschullehrer sowie Kurfürstlich Braunschweig-Lüneburgischer und Königlich Großbritannischer Hof- und Kanzleirat.

## Leben
Hartmann war Sohn eines in der Grafschaft Schwarzburg-Sondershausen tätigen und in Sondershausen  gestorbenen Justiz- und Pacht-Amtmannes.
Er besuchte bis 11. Februar 1711 das Gymnasium in Quedlinburg, studierte 1716 Rechtswissenschaften an der Universität Halle, besuchte bis 1725 auch die Universität Leipzig sowie die Universität Helmstedt, an der er 1725 seine in lateinischer Sprache verfasste Dissertation ablegte „[...] über die eingeschränkte Nutzung von Mandaten ohne Klausel des kaiserlich-kaiserlichen Gerichts- und Kammerrates“.

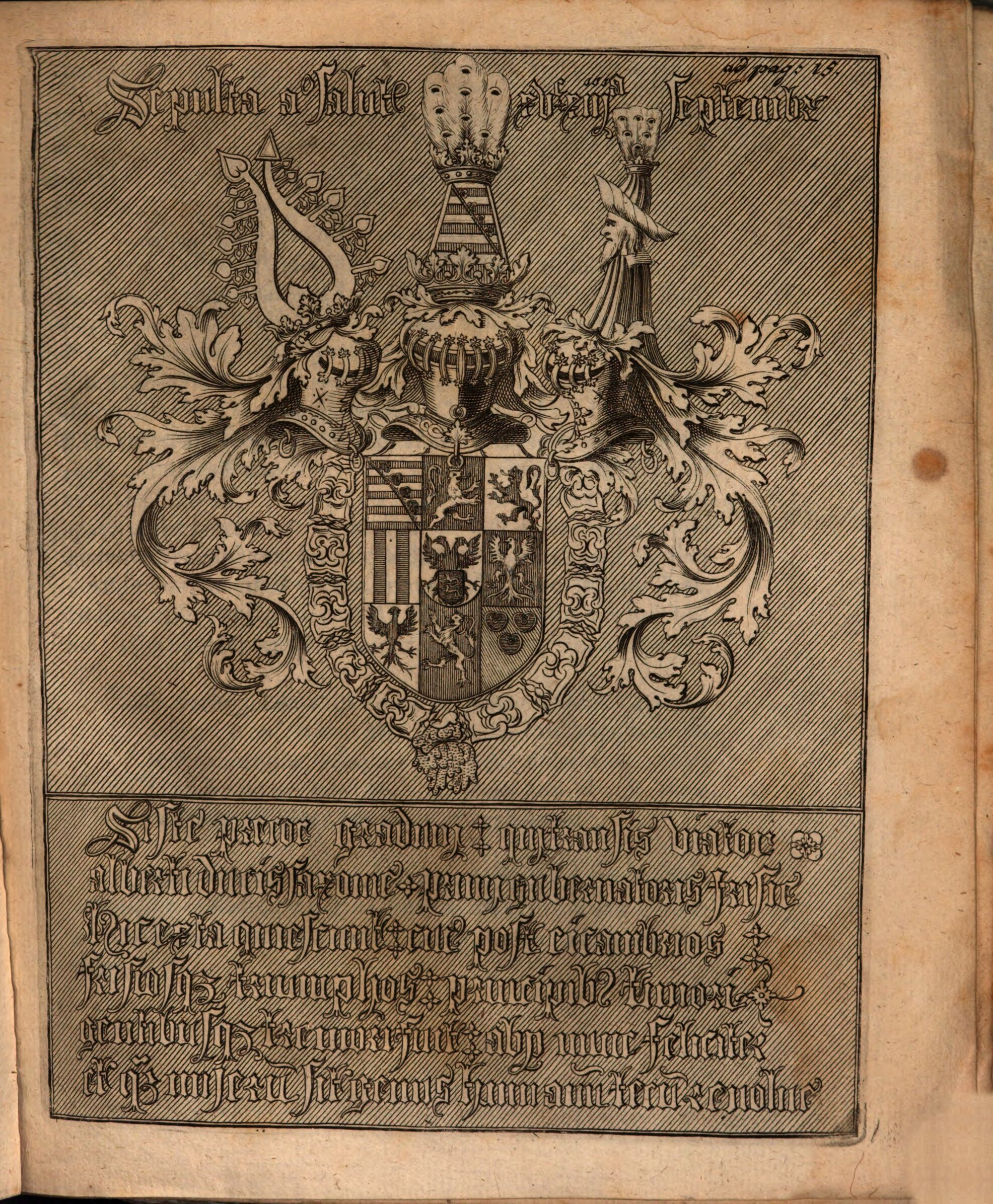
Wappen und lateinische Erläuterung in Albertum Animosum, Ducem Saxoniae … von 1726

Nachdem er als Advokat in Ostfriesland tätig gewesen war, wurde er im Jahr seiner Dissertation 1725 nach Kiel berufen, um als ordentlicher Professor des Römischen und Vaterländischen Rechts an der dortigen Christian-Albrechts-Universität zu lehren.
Hartmann heiratete das aus Holstein stammende Fräulein von Schriewer beziehungsweise Sarah Scriver, Tochter des Etatsraths Scriver in Kiel. Zu den Nachkommen aus dieser Verbindung zählen unter anderem Hartmanns Sohn, der spätere Geheime Justizrat und Vize-Kanzleidirektor Gustav Christian Hartmann sowie dessen Sohn, der später von König Georg V. von Hannover in den erblichen Adel erhobene Georg Julius von Hartmann.
1736 oder 1740 wurde Zacharias Hartmann vom kurhannoverschen Minister Philipp Adolf von Münchhausen, der aufgrund der Personalunion zwischen Großbritannien und Hannover vornehmlich bei seinem König in London weilte, zum Hof- und Kanzleirat in die vormalige Residenzstadt Hannover berufen.
Nachdem Hartmann schon drei Jahre nach seiner Übersiedelung nach Hannover am 18. April 1742 im Alter von 47 Jahren verstarb, heiratete seine Witwe in zweiter Ehe den kurhannoverschen Leibmedicus und Dichter Gottlob beziehungsweise Paul Gottlieb Werlhof. Aus dieser Verbindung ging der spätere hannoversche Jurist Wilhelm Gottfried Werlhof hervor.

## Schriften (Auswahl)
- unter Beteiligung von Augustin von Leyser (1683–1752): Dissertatio Inauguralis Iuridica De Usu Limitato Mandatorum Sine Clausula Consilii Caesareo-Imperialis Aulici Et Camerae. Qvam ... In Alma Ivlia Ad Conseqvendvm Doctoris In Vtroqve Ivre Honores Pvblico Ervditorvm Examini Svbiecit Io. Zacharias Hartmannvs Professor Ivr. Pvbl. Ord. Designatvs In Academia Kiloniensi. D. I. Octobris MDCCXXV, Helmstadii: Typis Pavli Dieterici Schnorrii, Acad. (= Paul Dietrich Schnorr; 1692–1755); Digitalisat über das Münchener Digitalisierungszentrum
- D. Io. Zach. Hartmannvs, Comes Palatinvs Caesarevs Et Ivrivm Professor Pvblicvs Ordinarivs In Academia Christian-Albertina, De Etymologia Vocis Weichbild, Kiliae: Anno MDCCXXXV; Digitalisat
- Albertvm Animosvm Dvcem Saxoniae Fidelitatis In Domvm Avgvstam Et Imperivm Exemplar Dissertatione Praelectionibvs In Ivs Romano-Germanicvm Pvblicvm Et Fevdale Praemissa Collavdavit D. Ioannes Zacharias Hartmannvs, Ivr. Prof. P. O. In Academia Kiloniensi: Accessit Tabvla Aenea Monimentvm Alberto Dvci Saxoniae Emdae In Frisia Positvm Repraesentans, Kilonii: Typis Joannis Christophori Reutheri, Acad. Typogr. 1726; Digitalisat
- Ioannis Zachariae Hartmanni IC. Et Antecessoris in Academia Kiliensi: Observationum iuris criminalis theoretico-practicarum specimen primum, Hambvrgi Et Kiliae: Impensis Vidvae Theodori Christ. Felgineri MDCCXXIX.
- De Felicitate Svbiectorvm Electoralivm Brvnsvicensivm Ac Lvnebvrgensivm ... praeside Ioanne Zacharia Hartmanno ... disseret Auctor Lvdovicvs S.R.I. Liber Baro Schenck de Winterstaedt, ..., Kiliae: Litteris Bartschianis 1736; Digitalisat

## Archivalien
Archivalien von und über Johann Zacharias Hartmann finden sich beispielsweise
- im Landesarchiv Schleswig-Holstein, Abteilung 47 Christian-Albrechts-Universität Kiel als Akte unter dem Titel Prorektorat von Professor Johann Zacharias Hartmann für die Laufzeit 1730, Archivsignatur LASH Abt. 47 Nr. 1517[7]